# Década de 2000 nos Estados Unidos
Esta é uma cronologia da década de 2000 nos Estados Unidos.

## 2000
- 3 de janeiro: Alan Greenspan é nomeado para um quarto mandato como presidente da Reserva Federal dos Estados Unidos da América.
- 1 de abril: O Censo dos Estados Unidos determina que a população residente no país é 281.421.906 habitantes.
- 29 de junho: O menino cubano Elián González, volta à Cuba.
- 12 de outubro: Um ataque terrorista contra o navio de guerra norte-americano USS Cole no golfo de Áden, no Iémen, mata 17 marinheiros e fere 39 outros.[1][2][3]
- 7 de novembro: É realizada a eleição presidencial.[3]Hillary Rodham Clinton ganha uma vaga para o Senado dos Estados Unidos em Nova York.
- 12 de dezembro: George W. Bush, o candidato republicano, é declarado eleito pela Suprema Corte dos Estados Unidos, vencendo o candidato democrata Al Gore.[3]

## 2001
- 20 de janeiro: George W. Bush toma posse como o 43º presidente dos Estados Unidos.[1][3][4]
- 20 de janeiro: Colin Powell torna-se o 65° Secretário de Estado dos Estados Unidos.
- 11 de junho: Timothy McVeigh, autor de um ataque terrorista em Oklahoma City, é executado com uma injeção letal na Penitenciária de Terre Haute, Indiana.
- 11 de setembro: Quatro aviões americanos sequestrados pelos 19 terroristas islâmicos colidem contra as torres gêmeas do World Trade Center em Nova Iorque, uma parte do Pentágono em Washington, DC e um campo próximo de Shanksville, Pensilvânia, deixando 2.977 mortos e 6.291 feridos.[5][6][7]
- 7 de outubro: As Forças Armadas dos Estados Unidos e do Reino Unido invadem no Afeganistão, iniciando a Operação Liberdade Duradoura.[4][5][6][8][9]
- 26 de outubro: A Lei Patriótica (USA PATRIOT Act) é assinada pelo presidente George W. Bush.
- 27 de setembro: Uma lista dos onze sequestradores dos atentados terroristas de 11 de setembro de 2001 é lançada pela Agência Federal de Investigação.[9]
- 28 de novembro: Johnny Michael Spann torna-se o primeiro soldado norte-americano morto em combate durante a Guerra do Afeganistão.[6]
- 12 de dezembro: Presidente George W. Bush anuncia que os Estados Unidos abandonam o Tratado de Mísseis Antibalísticos de 1972.[10]

## 2002
- 4 de janeiro: O primeiro soldado dos Estados Unidos morre em combate no Afeganistão.[11]
- 10 de janeiro: Os Estados Unidos inauguram o centro de detenção especial na Baía de Guantánamo, Cuba. Os primeiros presos da Al-Qaeda são enviados para o centro de detenção.
- 8 a 24 de fevereiro: Os Jogos Olímpicos de Inverno acontecem em Salt Lake City, Utah.
- 1 de março: Inicia a Operação Anaconda na Guerra do Afeganistão.[11][12]
- 19 de março: Termina a Operação Anaconda na Guerra do Afeganistão.
- 24 de maio: Presidente George W. Bush e o primeiro-ministro da Rússia Vladimir Putin assinam o Tratado de Moscou.[10]
- 11 de junho: O italiano Antonio Meucci é reconhecido como o primeiro inventor de telefone pelo Congresso dos Estados Unidos.
- 12 de agosto: US Airways declara falência, em Arlington, Virgínia.

## 2003
- 1 de fevereiro: Uma explosão do ônibus espacial norte-americano Columbia mata os sete tripulantes.
- 20 de março: Tropas norte-americanas e aliadas invadem o Iraque, iniciando a Guerra do Iraque.[13][14]
- 21 de março: Soldado de 29 anos é morto quando um helicóptero do Exército dos Estados Unidos cai no Kuwait, perto da fronteira iraquiana e torna-se o primeiro soldado morto estadunidense da Invasão do Iraque.[15]
- 9 de abril: Os iraquianos e os soldados norte-americanos derrubam uma estatua de Saddam Hussein na Praça Firdos, em Bagdá, no Iraque.[16]
- 11 de abril: Forças iraquianas se rendem.[10]
- 1 de maio: A bordo do porta-aviões USS Abraham Lincoln, o presidente George W. Bush anuncia o fim da Invasão do Iraque.[17][18]
- 22 de julho: Os filhos de Saddam Hussein, Uday e Qusay, são mortos pelas tropas norte-americanas em Mosul, no Iraque.[16][19]
- 7 de outubro: O ator Arnold Schwarzenegger é eleito Governador da Califórnia.
- 17 de novembro: O ator Arnold Schwarzenegger toma posse como o 38° Governador da Califórnia.
- 13 de dezembro: Saddam Hussein, ex-líder iraquiano, é capturado pelas forças norte-americanas em Ticrite, no Iraque.[18][20]

## 2004
- 28 de abril: Fotos de abusos feitos por soldados norte-americanos contra prisioneiros iraquianos da prisão de Abu Ghraib são divulgadas pela rede de televisão CBS.
- 19 de maio: Uma festa de casamento é atacada por engano pelas forças dos Estados Unidos, matando civis na cidade de Mukaradeeb, no Iraque.[21]
- 1 de junho: Inicia a Temporada de furacões no Atlântico de 2004.
- 7 de setembro: O número de soldados mortos estadunidenses no Iraque chega a 1.000.[21]
- 30 de setembro: Primeiro debate da eleição presidencial, entre Dick Cheney e John Edwards.
- 2 de novembro: É realizada a eleição presidencial. George W. Bush é reeleito presidente dos Estados Unidos, derrotando o democrata John Kerry.[17][21]

## 2005
- 20 de janeiro: Presidente George W. Bush começa seu segundo mandato.[17]
- 26 de janeiro: Condoleezza Rice é empossada como a 66ª Secretária de Estado dos Estados Unidos, tornando-se a primeira mulher afro-americana a ocupar o cargo.
- 8 de junho: Inicia a Temporada de furacões no Atlântico de 2005.
- 29 de agosto: O furacão Katrina atinge Nova Orleães, matando 964 pessoas na cidade.
- 26 de setembro: A reservista do Exército dos Estados Unidos, Lynndie England, é condenada por um júri popular em seis das sete acusações, em ligação com o escândalo do abuso dos prisioneiros de Abu Ghraib.
- 1 de outubro: Um fotojornalista australiano no Afeganistão, Stephen Dupont, filma os soldados estadunidenses queimaram dois corpos de milícias do Talibã.
- 26 de outubro: O número de soldados mortos estadunidenses no Iraque chega a 2.000.[22]

## 2006
- 6 de janeiro: Termina a Temporada de furacões no Atlântico de 2005.
- 10 de maio: A maior onda de protestos contra reformas judiciais em leis de imigração do país ocorre.
- 1 de maio: O Grande Boicote Americano ocorre em todo o país como o protesto dos manifestantes pelos direitos de imigração.
- 17 de outubro: O censo estima que a população dos Estados Unidos atinge 300 milhões. A Lei Antiterrorismo é aprovada pelo Congresso dos Estados Unidos.
- 6 de novembro: São realizadas as eleições gerais.
- 31 de dezembro: O número de soldados mortos estadunidenses no Iraque chega a 3.000 após a morte do 3.000° soldado.[23]

## 2007
- 16 de abril: O estudante sul-coreano Seung-hui Cho mata 32 pessoas e fere 21 no campus do Instituto Politécnico e Universidade Estadual da Virgínia em Blacksburg, Virgínia, no conhecido Massacre de Virginia Tech.
- 9 de maio: Inicia a Temporada de furacões no Atlântico.
- 8 de junho: O ônibus espacial Atlantis decola para a missão STS-117.
- 12 de outubro: O ex-vice-presidente dos Estados Unidos, Al Gore, recebe o Nobel da Paz.
- 6 de novembro: Eleições gerais ocorrem nos estados de Kentucky, Mississippi, New Jersey e Virgínia.
- 4 de dezembro: O Tratado de Livre Comércio entre Estados Unidos e Peru é aprovado pelo Senado norte-americano.
- 5 de dezembro: O ataque a tiros no shopping chamado Westroads Mall deixa oito mortos e cinco feridos e o atirador Robert A. Hawkins comete suicídio na cidade de Omaha, Nebraska.
- 13 de dezembro: Termina a Temporada de furacões no Atlântico.

## 2008
- 24 de março: O número de soldados mortos estadunidenses no Iraque chega a 4.000 após o assassinato de quatro soldados durante um explosão da bomba no sul de Bagdá.[24][25][26]
- 15 a 20 de abril: Papa Bento XVI visita os Estados Unidos.
- 3 de outubro: Em uma votação final, a Câmara dos Representantes aprova por 263 votos contra 171 a revisão do Plano de resgate econômico de 700.000 milhões de dólares.
- 7 de outubro: A bolsa de valores de Wall Street sofre a maior crise econômica da história.
- 4 de novembro: É realizada a eleição presidencial. Barack Obama é eleito presidente dos Estados Unidos, derrotando o republicano John McCain.

## 2009
- 20 de janeiro: Barack Obama toma posse como o 44° presidente dos Estados Unidos e torna-se o primeiro presidente negro do país.
- 19 de fevereiro: Presidente Barack Obama faz sua primeira visita internacional (no Canadá) desde o início do mandato.
- 17 de abril: Os primeiros dois casos de gripe suína são identificados no Estado de Califórnia.
- 28 de abril: A primeira morte de gripe suína é confirmada nos Estados Unidos.
- 7 de julho: É realizado o funeral do cantor Michael Jackson no Estádio Staples Center do Los Angeles Lakers, time de basquete.
- 2 de outubro: Chicago é eliminada com o menor número de votos pelo COI na primeira rodada da 121ª Sessão do Comitê Olímpico Internacional para sediar o Jogos Olímpicos de Verão de 2016.
- 9 de outubro: Presidente Barack Obama é premiado com o Nobel da Paz de 2009.
- 25 de dezembro: O Voo Northwest Airlines 253 é alvo de uma tentativa de ataque terrorista e deixa três feridos.